# Константин Шотландский (мученик)
Константин (корн. Constantine) (520—576 или 588) — король и мученик Шотландский, память в Корнуолле и Уэльсе 22 марта, в Шотландии 24 марта, в Ирландии 31 марта.

## Биография
Святой Константин, которого некоторые историки идентифицируют с одноимённым королём Думнонии, был, по преданию, племянником короля Артура, которому была унаследована его корона. Св. Константин был женат на дочери короля Бретани и вел жизнь, полную порока и алчности до тех пор, покуда его не обратил ко Господу святой Петрок (Petroc, память 4 июня). Константин был слабым правителем. После кончины своей жены Константин, как сообщается, уступил свой трон сыну Герайнту, чтобы отправиться на покаяние в монастырь св. Мохуды (Mochuda) в Рахане (Rahan), что в Ирландии.
В монастыре, сохраняя в тайне своё происхождение, он выполнял чёрную работу, семь лет носил зерно на мельницу. Однако его происхождение было открыто, и игумен отправил его учиться на священника, после чего он был рукоположён. Константин стал миссионером среди пиктов в Шотландии сначала при св. Колумбе, затем — при Кентигерне, епископе Глазго. Он проповедовал в Галлоуэе, а также основал монастырь в Говане вблизи реки Клайда и стал его настоятелем. В пожилом возрасте, будучи на пути в Кинтайр, он подвергся нападению пиратов, которые отрезали ему правую руку, и он истёк кровью.  Св. Константин считается первым мучеником шотландским.
В Корнуолле есть два места, названных в его честь: одно — на реке Хелфорд (Helford), другое — возле Падстоу (Padstow). В первом из них храм был больше и просуществовал при монастыре до XI века. Он был также покровителем церквей в Милтон Эббот и Дансфорде, что в Девоне.
Житие святого Константина содержится в Абердинском бревиарии под 11 марта. По этой легенде, Константин был королём бриттов, в юности он вёл аморальный образ жизни; впоследствии раскаялся и отправился проповедовать среди пиктов, которые подвергли его жестоким пытками и убили. Неясно, имеет ли он отношение к королю Константину, о котором пишет Гильда, обвиняя его в разврате и легкомыслии (в «Анналах Камбрии» под 589 годом значится «обращение Константина к Господу»).
В ирландских мартирологиях упоминается шотландский король Константин, сын Фергуса: он жил в VI—VII веках и был связан со святым Мохудой, основателем монастыря в Кул-Ратин. «Мартирология Кашеля» именует его «аббатом Кул-Ратин». Уже в «Мартирологии Таллахта» (IX век) выражается сомнение по поводу того, память какого Константина празднуется 11 марта («или Константин Бритт, или Константин, сын Фергуса»). Во всяком случае, Константин, память которого отмечается 11 марта, не имеет отношения к убитому в 875 году королю пиктов Константину, сыну Кинаэда.